# Rubus scheffleri
Rubus scheffleri är en rosväxtart som beskrevs av Adolf Engler. Rubus scheffleri ingår i släktet rubusar, och familjen rosväxter. Inga underarter finns listade i Catalogue of Life.